# Civilização da Europa Antiga
Europa Antiga é um termo cunhado pela arqueóloga Marija Gimbutas, em seu livro The Goddesses and Gods of Old Europe: 6500-3500 B.C. (1982), para definir a cultura neolítica pré-indo-europeia bastante homogênea e disseminada pela Europa, objeto de suas pesquisas acadêmicas no decorrer do século XX.
Arqueólogos e etnógrafos associados a seu trabalho adotam a hipótese Kurgan, segundo a qual evidências indicam que povos falando línguas indo-europeias migraram para a Europa no início da Idade do Bronze. Por esta razão usam como sinônimas as expressões Europa Antiga, Europa Neolítica e Europa Pré-Indo-Europeia

## Europa Antiga
Europa Antiga ou Neolítica se refere ao período entre o Mesolítico e a Idade do Bronze na Europa, cerca de 7 000 a.C. (período aproximado das primeiras sociedades agrícolas na Grécia) até cerca de 1 700 a.C. (início da Idade do Bronze no noroeste da Europa). A duração do Neolítico varia com o lugar: no sudeste da Europa é de aproximadamente 4000 anos (7 000 x a 3 000 a.C.); no noroeste é de apenas 3 000 anos (ca. 4 500 a 1 700 a.C.
Independente da cronologia, muitos grupos da Europa Neolítica têm as mesmas características básicas, como igualdade maior que as cidades-estado e as aldeias hierárquicas da Idade do Bronze, e subsistência baseada em plantas e animais domesticados suplementada pela coleta de plantas comestíveis silvestres e caça, produção de cerâmica manual sem ajuda da roda de oleiro.

Europa em ca. -

Europa em ca. -

Gimbutas pesquisou o desenvolvimento cultural durante o Neolítico nas aldeias do sul dos Bálcãs, que eram pacíficas matrilineares, e com uma religião centrada na deusa. Em contraste, as influências indo-europeias posteriores eram guerreiras, nômades e patrilineares. Usando evidências da cerâmica e escultura, e combinando as ferramentas da arqueologia, mitologia comparada, linguística e folclore, criou um novo campo interdisciplinar, a arqueomitologia.
Observando a unidade entre símbolos marcados em cerâmicas e outros objetos concluiu que uma única língua pode ter sido falada na Europa Antiga, embora não seja possível decifrar esse símbolos com o material encontrado até agora.
Outra evidência de uma (ou várias) língua pré-indo-europeia são os topônimos, e raízes de palavras em línguas posteriores, que já tinham embasado anteriormente a designação de uma língua pelasga, mediterrânea ou egeia.

## A hipótese Kurgan
Ver artigo principal.
Segundo essa hipótese os povos indo-europeus chegaram no IV milênio a.C. através das estepes ao norte do Mar Negro. Guerreiros, impuseram-se como classe dominante às populações da Antiga Europa, que adotaram sua língua. Esta hipótese foi aventada inicialmente por Gordon Childe em 1926 e é apoiada por muitos linguistas, já que estudos de glotocronologia indicam que uma língua comum proto-indo-europeia não surgiu antes de 5 000-4 000 a.C.
O fato de estratos mais antigos de escavações indicarem uma cultura mais avançada que as camadas mais recentes apóia a hipótese de uma degradação cultural pela invasão de povos belicosos e com civilização voltada para a guerra e não para a arte. Outra evidência são as indicações de imigração, fuga para florestas, ilhas e montanhas, e há marcas de assassinatos nas aldeias.

## Características da Civilização da Europa Antiga
O sistema de símbolos dessa sociedade matriarcal incluía deusas e também deuses, indicando uma colaboração entre homens e mulheres, e não uma dominação pelas mulheres. As deusas eram criativas, as partes do corpo feminino representadas eram as partes criativas: seios, barriga, nádegas. Desde 35 000 a.C. existe esse tipo de representação, que os primeiros arqueólogos, no século XIX, confundiram com cultos masculinos de fertilidade ou com pornografia.. As deusas ocupam um lugar mais importante, mas têm sua contrapartida masculina, como A Senhora dos  Animais e O Senhor dos Animais em Çatalhüyük (Anatólia, VII milênio a.C.). A deusa é a representação da natureza, tem tanto o aspecto da vida quanto o da morte. É a senhora do tempo cíclico, a doadora e organizadora da vida, que não pode crescer indefinidamente. 
O templo era um centro da vida diária, os artefatos mais belos eram produzidos para ele. Há vários tipos de deusas representadas, mas não é possível concluir se são deusas diferentes ou atributos diferentes da deusa. Desde o Paleolítico tardio há deusas de seios e nádegas fartos, a deusa-pássaro e a deusa-serpente. Mas na Civilização Minoica a deusa tende a ser uma só. A existência desementes de papoula nas aldeias neolíticas indica um possível uso ritual de substâncias psicoativas, como persistiu nos mistérios de Elêusis.
Entre os mitos de criação desta civilização está o da origem do mundo pela ave aquática e o ovo cósmico: a ave está carregando o ovo do mundo, que se quebra em dois, originando a terra e o céu.
No decorrer dos 3 000 anos de duração dessa civilização se observa uma evolução na arquitetura de casas e templos, que chegam a ter dois andares e paredes pintadas. Em Çatalhüyük há 140 paredes pintadas. As aldeias estão sempre situadas em vales, colinas onduladas, solos férteis e em locais de paisagem bonita. O tamanho da população sugere que as terras eram cultivadas comunitariamente. A sofisticação da arte, que havia tempo livre para o desenvolvimento artístico. Há trocas de produtos entre regiões. Em Cucuteni (Romênia) e no oeste da Ucrânia começou a urbanização, com cidades de 10 a 15 mil habitantes por volta de 4 000 a.C., mas esse desenvolvimento foi truncado pelas invasões.
Há conjuntos de sinais gráficos, principalmente nas regiões leste e central da Europa, mas não se pode afirmar que fossem uma forma de escrita. Comparando com a escrita da Idade do Bronze em Chipre e Creta, que mantém características já encontradas no V milênio a.C., talvez esses sinais gráficos tenham sido a base do que poderia ter se desenvolvido num sistema se a Civilização da Europa Antiga tivesse continuado. A língua pré-indo-europeia hipotética é pouco estudada, mas linguistas observaram na Grécia e na Itália sua persistência em nomes dados a coisas que não são de uma língua indo-europeia, principalmente sementes, plantas e animais: maçã e porco, por exemplo.

## Culturas da Europa Antiga
- Mesolítica
  - Megalítica (VIII a II milênios a.C.)
- Neolítico Inicial

Cultura da cerâmica linear, Checoslováquia

  - Cultura de Estarchevo-Crísio (Estarchevo I, Crísio, Bálcãs Centrais, VII a V milênios a.C.)
  - Cultura de Dudesti (VI milênio a.C.)
- Neolítico Médio
  - Cultura de Vincha (VI a III milênios a.C.)
  - Cultura da cerâmica linear (VI a V milênios a.C.)
  - Cultura da cerâmica de pente (VI a III milênios a.C.)
  - Cultura de Cucuteni (V milênio a.C.)
  - Cultura de Ertebølle (V a III milênios a.C.)
  - cultura de Lengyel (V milênio a.C.)
  - Cultura de Varna (V milênio a.C.)